# Arsénio Duarte
Arsénio Trindade Duarte, plus communément appelé Arsénio, est un footballeur portugais né le 16 octobre 1925 à Barreiro et mort le 11 février 1986.

## Biographie
Arsénio commence sa carrière au Futebol Clube Barreirense et y fait ses débuts à l'âge de 15 ans contre le Sporting CP, lors d'un match amical en l'honneur de Francisco Câmara. Cette même année, Arsénio devient champion de la Segunda Divisão portugaise. Le jeune prodige signe ensuite chez le géant portugais du Benfica Lisbonne.
Il fait ses débuts sous le maillot de Benfica le 19 décembre 1943, à l'âge de 18 ans. Il rencontre un grand succès au club, et joue pas moins de 446 matchs et inscrit 350 buts. Il joue en tout douze saisons sous le maillot rouge de 1943 à 1955.
Arsénio part ensuite finir les dernières années de sa carrière au Grupo Desportivo da CUF, où il suit le nouvel entraîneur de l'équipe, le brésilien Otto Glória, qui était également son entraîneur au Benfica.

## Palmarès
Avec le Barreirense :
- Champion de la Segunda Divisão en 1942-1943

Avec le Benfica Lisbonne :
- Champion du Portugal en 1943, 1945 et 1950
- Vainqueur de la Coupe du Portugal en 1943, 1944, 1949, 1951, 1952, 1953
- Vainqueur de la Coupe Latine en 1950

Récompenses individuelles
- Meilleur buteur du championnat du Portugal - 1958 (avec le CUF) : 23 buts en 21 matchs[3].